# Prorivulus auriferus
Prorivulus auriferus, es una especie de pez actinopeterigio de agua dulce, la única del género monotípico Prorivulus, de la familia de los rivulines.

## Distribución y hábitat
Se distribuye por ríos de América del Sur, en las cuencas fluviales de las planicies costeras del noreste de Brasil.
Son peces de agua dulce tropical, de comportamiento bentopelágico.